# An Attempt to Smash a Bank
An Attempt to Smash a Bank è un cortometraggio muto del 1909 diretto da Theo Bouwmeester (Theo Frenkel).

## Trama
Respinto dalla figlia di un banchiere, un milionario si vendica ritirando tutto il suo denaro depositato in banca per provocare la rovina dell'istituto e quella della ragazza.

## Produzione
Il film fu prodotto dalla Hepworth.

## Distribuzione
Distribuito dalla Hepworth, il film - un cortometraggio di 190 metri - uscì nelle sale cinematografiche britanniche nel dicembre 1909.
Si conoscono pochi dati del film che, prodotto dalla Hepworth, fu distrutto nel 1924 dallo stesso produttore, Cecil M. Hepworth. Fallito, in gravissime difficoltà finanziarie, il produttore pensò in questo modo di poter almeno recuperare il nitrato d'argento della pellicola.